# Д’Адда, Роберта
Роберта Д’Адда (итал. Roberta D'Adda, родилась 5 октября 1981 в Вимеркате) — итальянская футболистка, защитница женского клуба «Интер» и женской сборной Италии.

## Карьера

### Клубная
Воспитанница школы клуба «Вердерио» из провинции Лекко. С 2000 года выступала за команду «Фьяммамонца», с которой выиграла чемпионат Италии в сезоне 2005/2006 и завоевала Суперкубок Италии. В 2008 году перешла вместе с одноклубницей Вивьяной Скьяви в команду «Бардолино» и выиграла ещё один чемпионат и Суперкубок Италии. Летом 2010 года перешла в «Брешию» и помогла клубу выйти в верхнюю часть турнирной таблицы, в конце сезона 2013/2014 в составе «ласточек» завоевала третий в своей карьере титул чемпионки Италии, а также Суперкубок Италии. В 2015 году ей покорились Кубок и Суперкубок Италии.

### В сборной
В сборной играет с 2006 года, дебютировала в июне 2006 года в матче против Сербии и Черногории в Белграде, проходившем в рамках отборочного турнира к чемпионату мира 2007 года. Игра завершилась со счётом 7:0 в пользу Италии. Участница чемпионата Европы 2009: сыграла во всех четырёх матчах и дошла с командой до четвертьфинала. Тренером Антонио Кабрини была вызвана для участия в чемпионате Европы 2013. Единственный гол за сборную забила в ворота сборной Македонии 17 сентября 2014 года на отборочном турнире Чемпионата Мира 2015 года.

## Достижения
- Чемпионка Италии: 2005/2006, 2008/2009, 2013/2014, 2015/2016
- Победительница Кубка Италии: 2007/2008, 2014/2015, 2015/2016
- Победительница Суперкубка Италии: 2006, 2008, 2014, 2015, 2016
- Победитель чемпионата Италии Серии Б: 2018/2019